# August Uhde

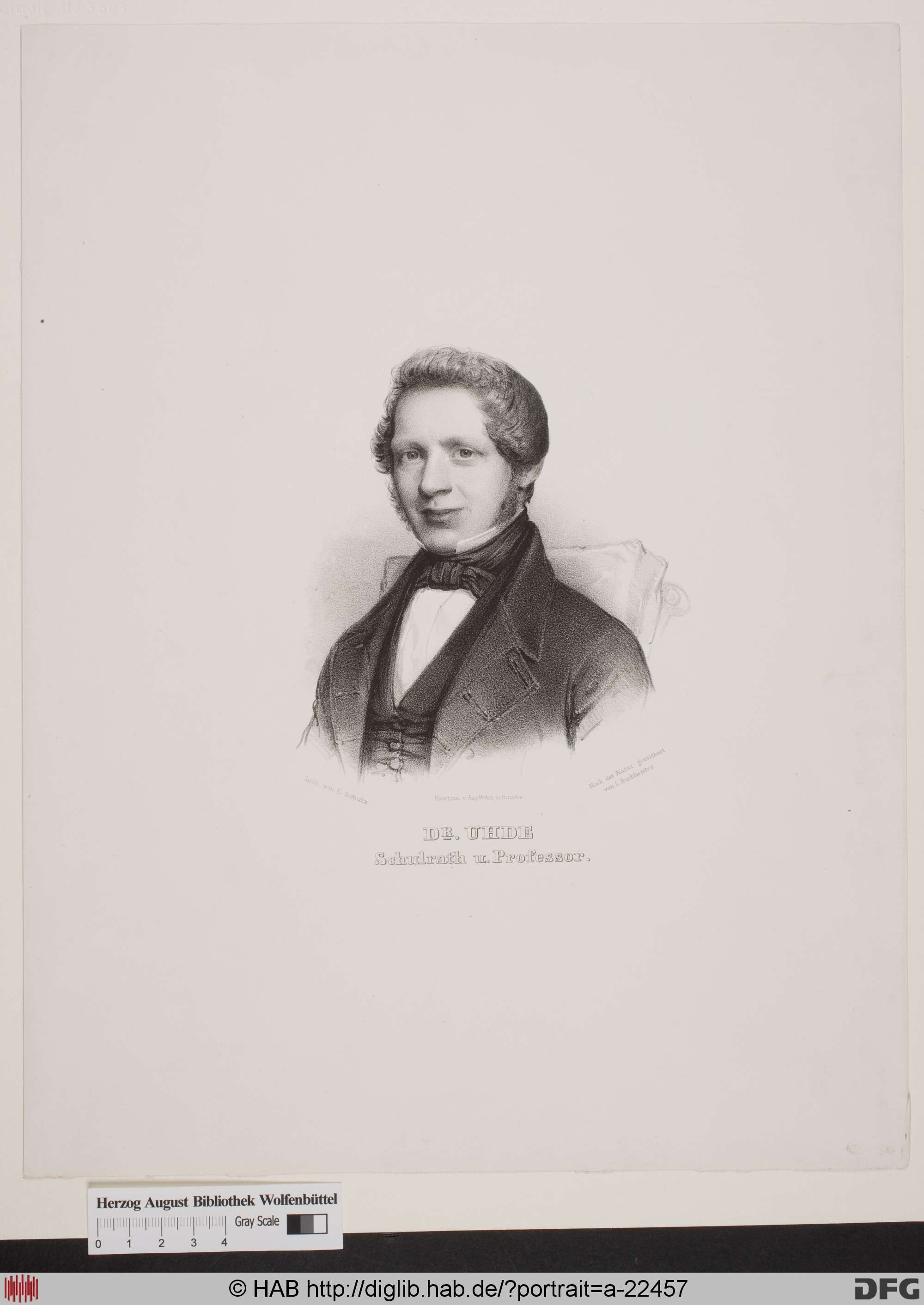
August Uhde

August Wilhelm Julius Uhde (* 26. April 1807 in Königslutter; † 25. Juli 1861 in Braunschweig) war ein deutscher Astronom, Mathematiker und Hochschullehrer.

## Leben
Der Sohn des Forstmanns Christian Rudolf Elias Uhde (* 1773 † 1812) und dessen Ehefrau Johanna Elisabeth Friederike Uhde (* 1779), geb. Harsleben, wuchs in Königslutter auf und besuchte von 1820 bis 1825 das Gymnasium in Helmstedt. Er studierte ab 1825 an der Universität Göttingen Mathematik, Physik und Philosophie. 1825 wurde er Mitglied des Corps Brunsviga Göttingen. Im April 1829 wurde er zum Dr. phil. promoviert. Anschließend arbeitete er als Lehrer für Mathematik und Physik am Lyceum in Aurich. Von 1831 bis 1835 unterrichtete er dieselben Fächer am Gymnasium in Oldenburg. Daneben war er seit 1833 Lehrer für Mathematik und Physik am dortigen Schullehrerseminar.

### Tätigkeit in Braunschweig
Zu Beginn des Jahres 1835 erhielt Uhde Rufe nach Hannover und nach Braunschweig, wobei er sich gegen Hannover entschied und am 8. Oktober 1835 als Professor für Astronomie und Mathematik am Collegium Carolinum angestellt wurde. Bereits zu Ostern 1835 besuchte er Braunschweig, um an den Beratungen über die Neuorganisation des Collegium Carolinum teilzunehmen, welches 1835 in drei wissenschaftlichen Abteilungen neu organisiert wurde. Uhde wurde im November 1835 Mitglied des Direktoriums des Carolinums und Vorstand der neu gegründeten technischen Abteilung. Er wurde im Mai 1840 zum Schulrat und Mitglied des herzoglichen Konsistoriums ernannt. Seit 1848 lehrte er auch Physik und Meteorologie. Uhde gehörte dem Braunschweigischen Landtag von 1848 bis zu seinem plötzlichen Tod 1861 ununterbrochen als Abgeordneter an. Uhde wohnte zuletzt am Sandweg (heute Magnitorwall) in Braunschweig.

### Familie
Uhde war seit dem 23. Juli 1833 mit der Halbschottin Caroline Dorothea Pauline Henriette Macrae of Holmains (* 1813 † 1880, Vater Colonel James Macrae of Holmains, auch Jacques Edouard Hugo de Macrae de Holmains † 1820 Lemgo, Mutter Karoline Luise Wilhemine Friederike geb. Warendorff) verheiratet. Der 1836 geborene Sohn Constantin Uhde wurde später als Architekt und Hochschullehrer an der Technischen Hochschule Braunschweig bekannt. Die Tochter Cäcilie heiratete den Meteorologen Heinrich Wilhelm Blasius.

## Schriften
- De duplici differentialium notione atque indole, tam ad formam quam ad rem pertinente. (= Dissertation) Göttingen 1829, OCLC 644997118.
- Versuch einer genetischen Entwickelung der mechanischen Krystallisations-Gesetze. W. Kaiser, Bremen 1833, OCLC 3900073.
- Die höhere technische Lehranstalt oder die technische Abtheilung des herzogl. Collegii Carolini. Vieweg, Braunschweig 1836, OCLC 165919230.